# Jakobs kapell
Jakobs kapell är ett kapell i bostadsområdet Jakobsgårdarna i västra delen av Borlänge. Det tillhör Stora Tuna församling i Västerås stift.

## Kyrkobyggnaden
Byggnaden Jakobsgården med tillhörande kapell uppfördes 1980 efter ritningar av arkitekt Åke Temnerud. 8 mars 1981 invigdes byggnaden av biskop Arne Palmqvist.

## Inventarier
- Altare, altarring, predikstol och dopfunt är flyttbara.
- En bildväv med namnet "Liv" skildrar livets uppkomst. I centrum finns "Livets träd" och i nederdelen finns "urvattnet", ur vilket allt spirar. Väven är utformad av Dagmar Lodén och tillverkad i röllakan och gobelängteknik av Alice Lunds textilier AB.